# Thunder Ceptor (système d'arcade)
Pour le jeu vidéo portant le même nom, voir Thunder Ceptor.
Le Thunder Ceptor est un système d'arcade créé par la société Namco en 1986.

## Description
Le Thunder Ceptor (du nom tiré du jeu) est lancé par Namco en 1986.
Ce système est composé d'un Motorola M68000 et M6809 en processeur central. Deux Mos M65C02 et un Hitachi HD63701 gèrent le son. Le Thunder Ceptor utilise également des puces sonores Yamaha YM2151 ainsi qu'une puce custom Namco 8 canaux programmable 4-bit WSG et un circuit DAC (Digital to Analog Conversion),,. 
La borne était un cabinet cockpit muni d'un levier de commande analogique et de pédales. Seulement deux jeux sont sortis sur ce matériel. Le gameplay et les contrôles du vaisseau sur trois axes est bien particulier ; les deux jeux du système simulent en 3D un vaisseau qui avance et où il faut détruire des ennemis avançant vers le joueur.
Thunder Ceptor II propose un affichage sur trois écrans (à l'horizontale). 

## Spécifications techniques

### Processeurs
- Processeur central :
  - Motorola 68000 cadencé à 12,288 MHz
  - Motorola M6809 cadencé à 1,536 MHz

### Affichage
- Résolution : 272 × 224
- Palette de 4096 couleurs

### Audio
- Processeur :
  - 2 × Mos M65C02 cadencé à 2,048 MHz
  - Hitachi HD63701 cadencé à 1,536 MHz
- Puce audio :
  - Yamaha YM2151 cadencé à 1,536 MHz
  - Namco 8 canaux programmable 4-bit WSG
  - circuit DAC
- Capacité audio : Mono

## Liste des jeux
| Titre             | Développeur | Éditeur | Système        | Genre | Date |
| ----------------- | ----------- | ------- | -------------- | ----- | ---- |
| Thunder Ceptor    | Namco       | Namco   | Thunder Ceptor |       | 1986 |
| Thunder Ceptor II | Namco       | Namco   | Thunder Ceptor |       | 1986 |